# Tigris (folyó)
A Tigris (arabul دجلة Didzsla, törökül Dicle Nehri, sumerül Idigina, akkádul Idiglat) az egyik legnagyobb közel-keleti folyó, az ókori Mezopotámia két folyamának egyike (a másik az Eufrátesz). A folyó történelme az ókorig nyúlik vissza, nagy szerepe volt a sumer és akkád civilizáció kialakulásában, és a Bibliában is megtalálható. Forrása Törökországban, a Toros-hegységben, Elâzığ várostól 25 km-rel délebbre található. Két patak találkozásánál ered: ezek a Satt-el-Didsleh és a Satt-el-Botan. A Mezopotámiai-alföldön folyik végig. Az Eufrátesz folyóval Baszra közelében egyesülve Satt el-Arab néven, Irak és Irán határát alkotva, deltával torkollik a Perzsa-öbölbe. Rövid szakaszon érinti Szíriát is.

## Nevének eredete
Neve feltehetően a sumer Idigina elnevezésből ered, a gina szó sumerül folyóvizet jelent, bár áttételesen az akkád Idiglat változaton keresztül, ami a Tiglath és Tigrész nevek előzménye is. A görögök, az óperzsa Tigra szó alapján Τίγρης-nek hívták a folyót. Maga az óperzsa Tigra jelentése is megegyezik a sumer Idiginával. A folyó elnevezése környező nyelveken: akkád:Idiqlat, arab: دجلة, Didzsla, arámi: ܕܝܓܠܐܬ , Diglath, görög: Τίγρης, Tigrész héber חידקל , Ḥîddeqel, hurrita: Aranzah, kurd: Dîcle, örmény Տիգրիս, Tigris, perzsa:دجله Dedzsle, sumer: Idigna/Idigina, , szír: ܕܹܩܠܵܬ  ,Deqlaṯ, török: Dicle.

## Mellékfolyói
- Bal oldal: Batman, Khabur, Zab, Adhaim , Dijálá
- Jobb oldal: Wadi Tharthar

## Fontosabb folyómenti városok
- Törökország: Elâzığ, Diyarbakır, Batman
- Irak: Moszul, Ninive (romváros), Bagdad

## Duzzasztás
A folyót Törökországban és Irakban erősen duzzasztják. Vizét a sivatagos és félsivatagos területeken öntözésre is használják. A duzzasztás az árvizek elkerülése miatt is fontos, ugyanis április környékén a török hegyekben megindul a hóolvadás. A Tigrisre épített legnagyobb gát, az Irakban található Moszul Dam.

## Fordítás
- Ez a szócikk részben vagy egészben  a   Tigris című angol Wikipédia-szócikk fordításán alapul.  Az eredeti cikk szerkesztőit annak laptörténete sorolja fel. Ez a jelzés csupán a megfogalmazás eredetét és a szerzői jogokat jelzi, nem szolgál a cikkben szereplő információk forrásmegjelöléseként.